# Pordenone
Pordenone (abgeleitet von lateinisch Portus Naonis; venetisch und furlanisch Pordenon, lokal slowenisch Pordenún, deutsch veraltet Portenau) ist eine Stadt in der Region Friaul-Julisch Venetien. Sie hat 52.147 Einwohner (Stand 31. Dezember 2023). Bis 2017 war sie die Hauptstadt einer gleichnamigen Provinz, die dann aufgelöst wurde.
Das Gebiet wurde schon vor dem Jahr 1000 bewohnt. Pordenone hat eine historische Altstadt entlang der Straße Corso Vittorio Emanuele II. Ferner ist die Stadt ein Industriezentrum der Region. Den Schwerpunkt bildet die Produktion von Haushaltsgeräten. Die wichtigsten Arbeitgeber sind Zanussi (aus dem Electrolux-Konzern) und die vielen Zulieferbetriebe für die Produktion der Weißware.

## Geographie

Lagekarte innerhalb Oberitaliens

Pordenone liegt in einer Ebene im westlichen Friaul am Fluss Noncello. Die Nähe Pordenones zu den Bergen zeigt sich im Panorama auf dem Berg Monte Cavallo. Nach Aviano, das am Fuß der Dolomiten liegt, sind es 15 km. Nach Caorle, das an der Adria liegt, sind es ca. 62 km. Venedig liegt ca. 80 km südwestlich von Pordenone.

## Geschichte
Durch Ausgrabungen einer Nekropole unterhalb des Palazzo Ricchieri konnte bewiesen werden, dass bereits vor dem Jahr 1000 das Gebiet um Pordenone bewohnt war. Ab dem 12. Jahrhundert entwickelte sich durch den Flusshafen am Noncello ein reges Handelszentrum. Dieser Flusshafen gibt der Stadt den Namen Portus Naonis aus dem im Laufe der Jahre Pordenone wurde. Der Noncello fließt in den Meduna und der wiederum in den Fluss Livenza, der bei Caorle in die Adria mündet. Somit bestand ein schiffbarer Handelsweg in die reiche Stadt Venedig.
Pordenone stand seit 1278 unter habsburgischer Verwaltung. Die Habsburger räumten der Enklave viele Privilegien ein. Die umliegende Region wurde von Aquileia bzw. von Venedig aus regiert. Im Jahre 1508 fiel Pordenone unter Kontrolle von Venedig. Zu Beginn des 19. Jahrhunderts wurde der Handel über den Flusshafen eingestellt. Parallel entwickelte sich das Handwerk in der Region um Pordenone. Das Textilgewerbe (Baumwollspinnereien) war bis zum Zweiten Weltkrieg dominierend. Nach dem Krieg änderte sich die handwerkliche Prägung der Region um Pordenone und es entstand das größte industrielle Zentrum zur Produktion von Haushaltsgeräten in Südeuropa.
Seit 1981 findet in Pordenone Le Giornate del Cinema Muto statt, ein weltweit bedeutendes Stummfilm-Festival. 1999 mussten die Vorführungen einige Jahre lang aus technischen Gründen in den Nachbarort Sacile verlegt werden. 2007 kehrte das Festival wieder nach Pordenone zurück.
Seit 2000 findet in Pordenone das Literaturfestival „pordenonelegge“ statt, an dem Autoren aus aller Welt teilnehmen.
2024 wählte eine Jury aus Journalisten, Ökonomen und Wissenschaftlern für den BenVivere-Report der italienischen Tageszeitung Avvenire Pordenone zur lebenswertesten Stadt Italiens.

## Verkehr
Pordenone liegt an der Strada Statale 13 Pontebbana und an der Bahnstrecke Venedig–Udine. Nördlich der Stadt befindet sich der Flugplatz La Comina, einer der ältesten zivilen Flugplätze Italiens, der heute ausschließlich der allgemeinen Luftfahrt dient. Wegen der in der Nähe gelegenen Aviano Air Base kann es in La Comina zu Beschränkungen des Flugbetriebs kommen.

## Kultur und Sehenswürdigkeiten

### Corso Vittorio Emanuele II

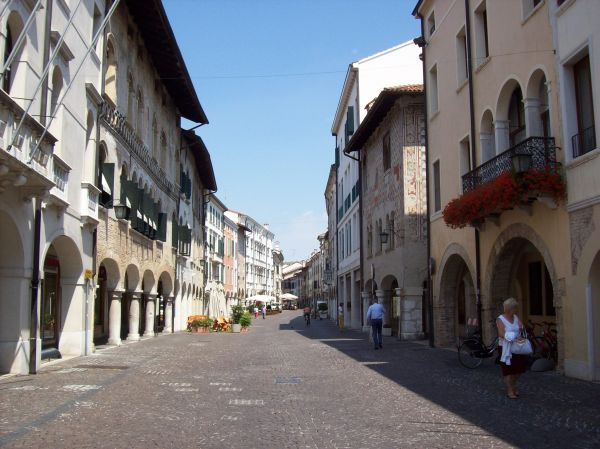
Corso Vittorio Emanuele II

Die historische Altstadt (auch antica Contrada Maggiore genannt) liegt entlang der Straße Corso Vittorio Emanuele II. Gotische Palazzi sowie Stadtpaläste aus der Renaissance, Arkaden und Straßencafes säumen ihren Verlauf.

### Duomo di San Marco

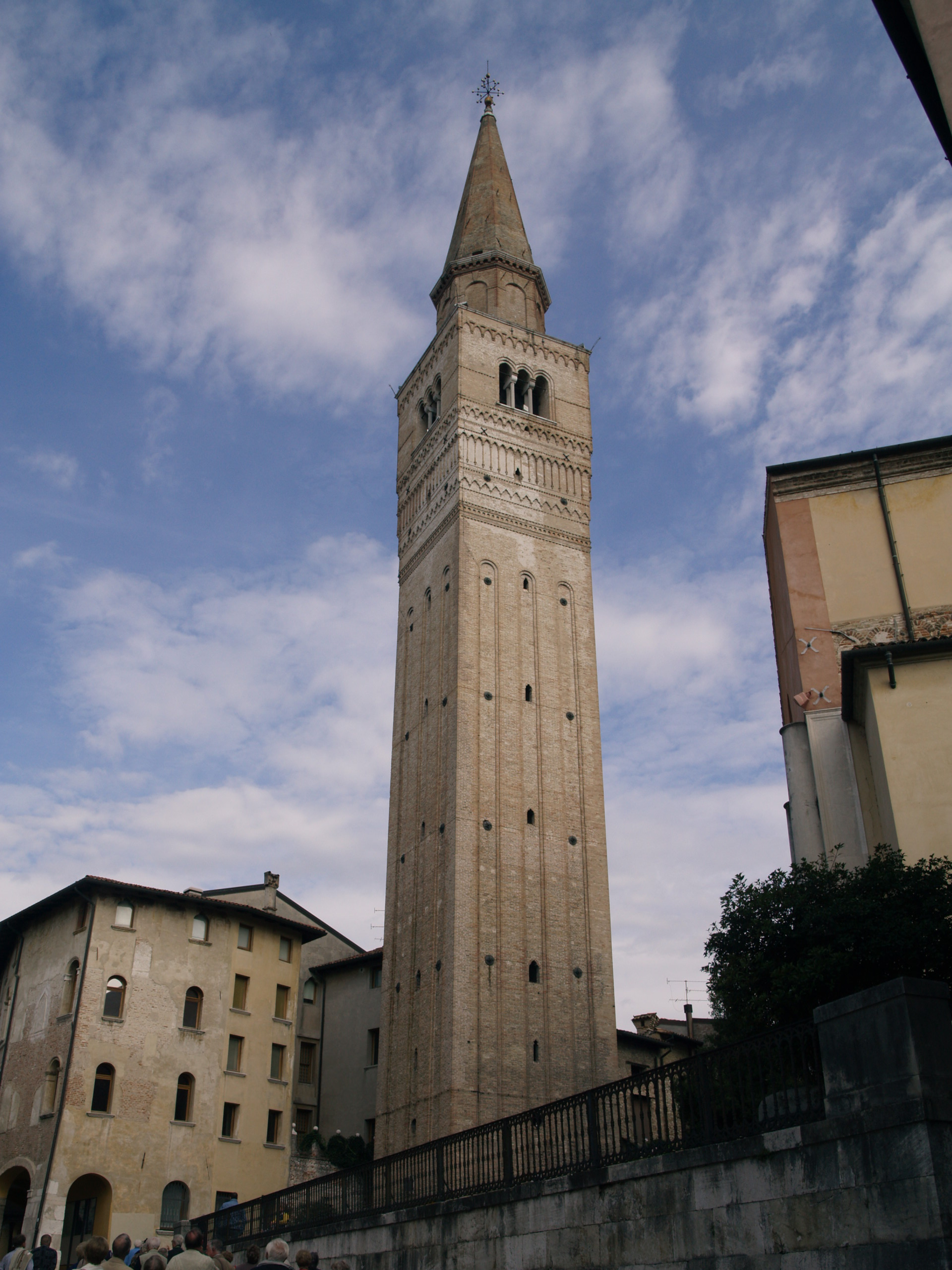
Campanile (Glockenturm) des Doms

Unweit vom Rathaus (Palazzo Comunale) befindet sich die Konkathedrale des Bistums Concordia-Pordenone samt Campanile. Der Dom ist San Marco, dem Schutzheiligen der Stadt, gewidmet. Bereits um 1000 nach Christus existierte eine Kapelle, die ab 1363 zum romanisch-gotischen Dom ausgebaut wurde. Der Chor wurde im Jahre 1459 fertiggestellt und neun Jahre später fand die Weihe statt. Der Dom wurde 16. und 18. Jahrhundert erweitert. Dabei wurde das Aussehen stark geändert, so dass der Dom einen klassizistischen Charakter bekam. 1812 erfolgte eine erneute Weihe des Doms.
Nicht nur die Architektur, sondern auch die Kunstwerke im Innern des Sakralbaus sind beachtenswert. Das Altarbild der barmherzigen Madonna, so wie die Fresken „San Rocco“, stammen von Giovanni Antonio de’ Sacchis. Der Künstler wird auch „Il Pordenone“ genannt. Aber auch Werke von Giovanni Maria Calderari, einem Schüler des „Pordenone“, sind im Dom enthalten.
Der einzeln stehende Glockenturm (Campanile) wurde anfänglich bis zum Glockenstuhl gebaut. 1347 wurde dieser fertiggestellt. Der achteckige Turmhelm stammt aus dem 16. Jahrhundert. Der Glockenturm ist 79 Meter hoch.

### Palazzo Ricchieri
Der Palazzo Ricchieri liegt am Corso Vittorio Emanuele II. Im Palazzo befindet sich das Museo Civico d’Arte (städtisches Kunstmuseum). Die Geschichte des Palastes reicht in das 13. Jahrhundert zurück. Ursprünglich war es eine Verteidigungsanlage vor dem Stadttor. Die Ricchieri machten im 15. Jahrhundert aus dem Gebäude einen Palast im venezianischen Stil. Der Umbau hatte das Ziel einen Wohnsitz zu erschaffen, der einem Grafen des Heiligen Römischen Reiches würdig war. Im 16. Jahrhundert wurden weitere Umbauarbeiten vorgenommen, uner anderem dann der Fassade und den Fenstern.

### Palazzo Comunale

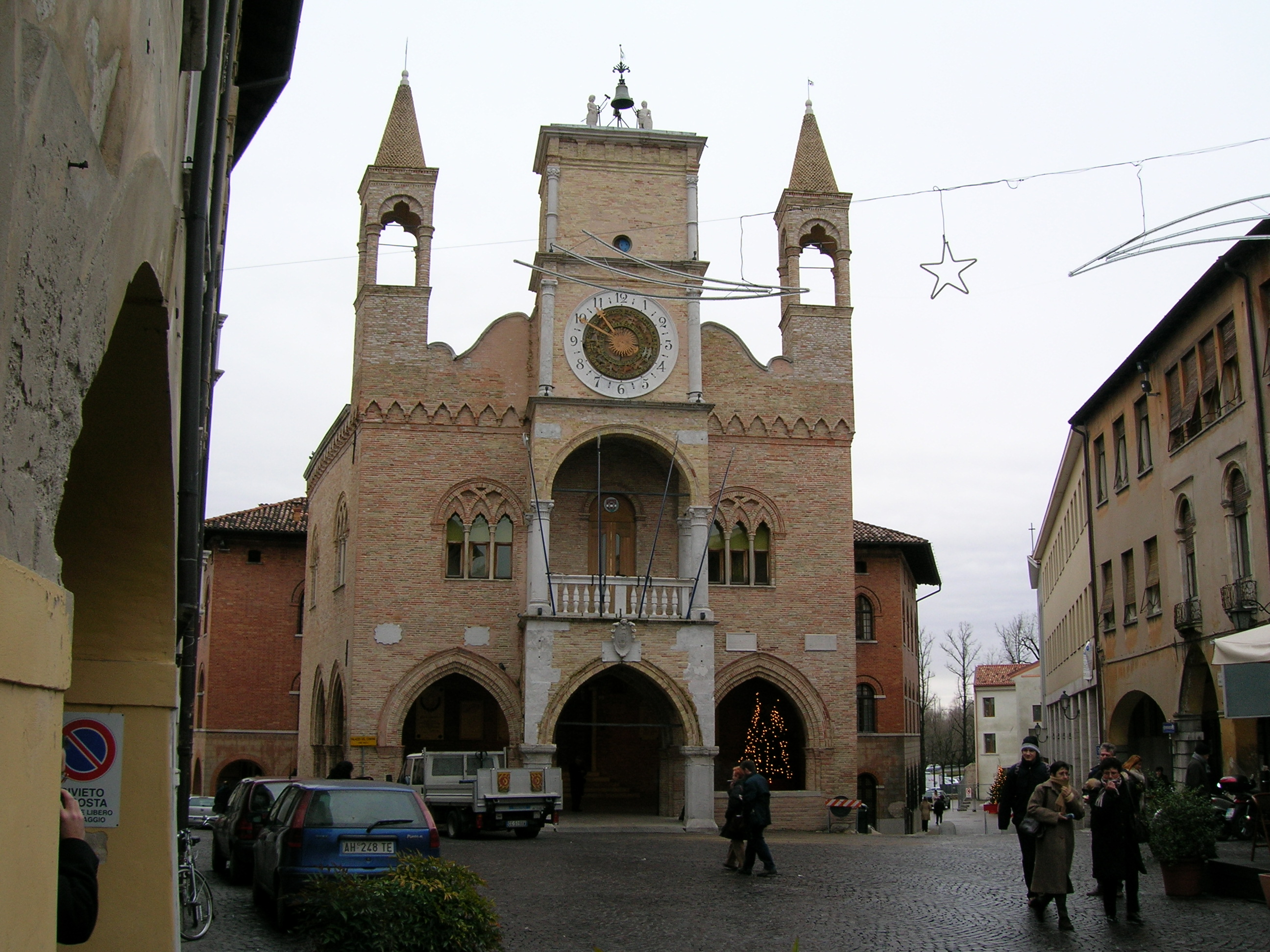
Palazzo Comunale

Das Rathaus (Palazzo Comunale) liegt am südlichen Ende des Corso Vittorio Emanuele II. Es wurde zwischen 1291 und 1395 im gotischen Stil errichtet. Die Arkaden sowie die dreigeteilten Dreipassfenster stammen aus dieser Zeit. Im 16. Jh. wurden der Palazzo durch die Loggia mit dem Uhrenturm und den Fialen erweitert. Der Entwurf zu dieser Erweiterung stammt vom Maler Pomponio Amalteo, der ein Schüler des „Pordenone“ war.

### Palazzo Gregoris
Der aus dem 17. Jahrhundert stammende Palazzo liegt am Corso Vittorio Emanuele II. Domenico Rossi und Giuseppe Sardi erbauten ihn im venezianischen Stil. Die Fassade weist Rundbogenfenster und malerische Effekte auf.

### Palazzo dei Capitani
Der Palast der Hauptleute aus dem 13. Jahrhundert befindet sich am Corso Vittorio Emanuele II. Seine Fassade ist mit Fresken bemalt.

### Palazzo Montereale-Mantica
Im Palast befindet sich eine Zweigstelle der Handelskammer von Pordenone. Der aus dem 18. Jahrhundert stammende Stadtpalast am Corso Vittorio Emanuele II ist restauriert. Ein Saal verfügt über einen Mosaikfußboden und eine Stuckdecke von Francesco Antonio Re.

### Chiesa della Santissima Trinità
Die Kirche der Heiligen Dreifaltigkeit liegt wenig außerhalb der Altstadt auf der andern Seite des Flusses Noncello, ca. 300 m vom Dom San Marco entfernt. Der massive achteckige Backsteinbau stammt aus dem 16. Jahrhundert. Die Kirche enthält unter anderem Fresken des Giovanni Maria Calderari, der ein Schüler des „Pordenone“ war.

### Castello di Torre
Im 13. Jahrhundert wurde um einen massiven Turm mit einer Seitenlänge von 9 m und einer Mauerdicke von ca. 2,5 m ein Kastell gebaut. Am Anfang des darauffolgenden Jahrhunderts wurde er aufgestockt und mit Zinnen versehen. Ab dem 15. Jahrhundert verlor das Kastell nach und nach den militärischen Charakter und es wurde zu einem herrschaftlichen Wohnsitz ausgebaut. In der darauffolgenden Zeit wurden nur noch dekorative Umbauten vorgenommen, was sich am Fresko Maria Verkündung zeigt. Im Castello di Torre ist das Archäologische Museum von Pordenone untergebracht.

### Villa romana di Torre
Unweit vom Castello die Torre befindet sich ein Zeugnis aus römischer Zeit – die Reste einer Villa eines reichen Römers. Fresken aus dieser Villa und weitere Exponate aus der römischen Zeit befinden sich im Archäologischen Museum von Pordenone.

### Chiesa Parrocchiale Beato Odorico
Von Mario Botta 1990–1992 erbaute Kirche.

## Museen
- Städtisches Kunstmuseum, im Palazzo Ricchieri
- Archäologisches Museum, im Castello di Torre
- Naturwissenschaftliches Museum, im Palazzo Amalteo
- Diözesanmuseum der Kirchenkunst (Museo Diocesano d’Arte Sacra)

## Tourismus
Pordenone ist auch Ausgangspunkt für die Provinz Pordenone mit ihren zahlreichen Sehenswürdigkeiten.
Seit 2022 bieten die Pordenone Greeter kostenlose Rundgänge für Gäste der Stadt und Provinz an. Die Gruppe ist Mitglied im internationalen Greeter-Netzwerk.

## Persönlichkeiten
s. Liste von Persönlichkeiten der Stadt Pordenone

## Partnerschaften
- Spittal an der Drau (Österreich), seit 1987
- Irkutsk (Russland), seit 2005
- San Martín (Argentinien), seit 2003
- Okawa (Japan), seit 2012